# آخوند
آخوند در کنار شیخ و ملا، اصطلاحی به معنای روحانی مسلمان است که به به‌ویژه در کشورهای مانند ایران، عراق، جمهوری آذربایجان، بنگلادش و افغانستان به کار می‌رود. در چینی به شکل آهونگ (به چینی: 阿訇) به‌کار می‌رود و میان مسلمانان چین رایج است.

## در کشورها

### ایران
جامعهٔ ایران نیز آخوندها را مورد احترام و گرامی می‌داشتند. از دوران قاجاریان هاله‌ای دیگر به عنوان نیابت از امام نیز آمد که احترامی افزوده ایجاد کرد. کم‌کم، لقب‌هایی احترام‌آمیزتر برای آخوندهای ایران به کار گرفته شد که دیدگاه نخست بر این است که خود جامعه چنین لقب‌هایی را داده است و دیدگاه مخالف آن، باور دارد که این لقب‌ها را روحانیت به جامعه تحمیل می‌کرده است. از آخوند و ملا تا حجت‌الاسلام و حجت‌الاسلام و المسلمین و پس از این‌ها، آیت‌الله و آیت‌الله‌العظمی و پس از این نیز، امام، سیر دگرگونی لقب‌ها و عنوان‌هایی را نمایندگی می‌کنند که به آخوندها داده شده است. نقدگران این زمینه باور دارند که این لقب‌ها برای مقدس‌سازی نهاد روحانیت تلاش کرده‌اند؛ اما دیدگاه مخالف می‌گوید که این‌ها از سوی جامعه بوده‌اند.
به گزارش بی‌بی‌سی فارسی در سال ۲۰۱۸، یک روحانی به ازای هر ۲۰۰ نفر جمعیت در ایران وجود دارد. در سال ۱۳۹۵، روحانیون مشغول به تحصیل در حوزه‌های علمیه بانوان بیش از ۷۰ هزار و فارغ التحصیلان آن‌ها نیز ۹۰ هزار نفر بوده‌اند. ۱۰ هزار نفر مبلغ و ۲۷ هزار روحانی زن برای حضور در فضای مجازی نیز در این سال تربیت شدند. بر اساس تخمین‌ها، حدود ۱۵۰ هزار طلبه مرد در سراسر کشور، در این سال مشغول به تحصیل بودند.
مخالفان روحانی‌گرایی در ایران، با جلوگیری از روحانی‌گرایی موافق و معتقداند که حتی روحانیونی که مشغول شستشوی مغزی و دخالت در امور دیگران هستند نیز مضر و برای جامعه خطرناک‌اند. یکی از مخالفان سرشناس، عیناً این جملات را بیان کرده است: «تا آخوند کفن نشود، این وطن وطن نشود.» یا «آخوند خوب، آخوند مُرده است.» «مهم این نیست که روحانیون در حاشیه باشند یا بر مسند. در حاشیه باشند، با هر پدیده نو مخالفت می‌کنند زیرا این نهاد بر اساس کهنگی تاریخی شکل گرفته است. اگر بر مسند باشند با استفاده از دین می‌کشند، شلاق می‌زنند، حبس می‌کنند، اموال مردم را می‌گیرند و مردم را از خانه و سرزمین خود آواره می‌کنند.»
در آبان ۱۳۹۹، فیلم جدیدی از آمیزش جنسی و رابطه نامشروع یک مرد به ظاهر روحانی در ایران منتشر شد که او را در حال انجام اعمال همجنس‌گرایانه در خودرو نشان می‌داد. این درحالی بود که روحانیت ایران پیشتر، چنین اعمالی را نهی کرده بود. این ویدئو واکنش‌های بسیاری گرفت و به عنوان نمونه در بازنشر اینستاگرامی ویدئو، نظرات آحاد کاربران این شبکه اجتماعی نیز بر مخالفت با اصل روحانیت تأکید داشت و این مخالفت‌ها در خیزش ۱۴۰۱ ایران در پی قتل مهسا امینی و همچنین در پی انتشار فیلم روابط جنسی همجنسگرایانه آنها با باجناقشان دوباره نمود پیدا کرد.
بر پایه گزارش رسانه‌های داخلی ایران، نفوذ اجتماعی روحانیون در ایران، نسبت به جامعه‌های دیگر بسیار بیشتر است. این گزارش‌های داخلی، به این دیدگاه که روحانیت ایران حکومت‌داری کرده است نیز اشاره داشته‌اند و آن را رد کرده‌اند.

## کاربرد واژه
این واژه در میان مردم رایج است و به کار برده می‌شود، اما به صورت رسمی کمتر کاربرد دارد و واژهٔ «روحانی» در ادبیات رسمی جایگزین آن شده است. اما در گذشته، واژهٔ آخوند به‌طور رایج به عنوان استاد مذهبی امثال مکتب‌خانه به کار می‌رفت. در روسیه و سیبری، استفاده از این لقب در متون اوایل قرن هفدهم به بعد دیده می‌شود.
به جز از پیشه، از واژهٔ آخوند گاهی به عنوان قسمتی از نام یا لقب اشخاص نیز به کار برده می‌شده است، همانند محمد آخوند گرگانی، آخوند خراسانی، محمد آخوند و غیره.
آخوند یا ملا واژه‌ای متداول در ایران، به معنی، پیشوای دینی و معلم علوم شرعیه یا آدمی که از طریق دین امرار معاش می‌کند و گویند از عهد تیموریان در این کشور رایج شده و مأخذ و منشأ اشتقاق این کلمه به وضوح روشن نیست. علی‌اکبر دهخدا احتمال داده که مخفف آغا و خوند به معنی «خداوندگار» باشد؛ مانند میرخواند و خواندمیر. بعضی آن را تحریفی از آرخون یا آرگون یونانی که در آنجا عنوان روحانیون مسیحی است دانسته‌اند. برخی دیگر آن را مرکب از آ (مخفف آقا) و خواند (فعل خواندن) پنداشته‌اند.

## در سینما و تلویزیون
در سینما و تلویزیون نقش‌آفرینی در لباس و جایگاه «روحانیت» در برخی مواقع تنها به پوشیدن لباس روحانیت محدود شده است.

## در ادبیات فارسی
| گر جلوه می‌نمایی و گر طعنه می‌زنی |  | ما نیستیم معتقد شیخ خودپسند |
| — حافظ                          |  |                             |

| رندِ شراب خوارم و در سینه‌ام دلی است |  | پاکیزه تر ز جامهٔ شیخِ نماز کن |
| — ایرج میرزا                       |  |                              |

| و گر تو با من هم خرقه‌ای و همرازی |  | بگو که صورت آن شیخ خرقه‌پوش چه بود |
| — مولانا                         |  |                                   |

| بندهٔ یک‌روان یک‌رنگیم |  | دشمن شیخکان قلابیم |
| — عبید زاکانی       |  |                    |

## نگارخانه

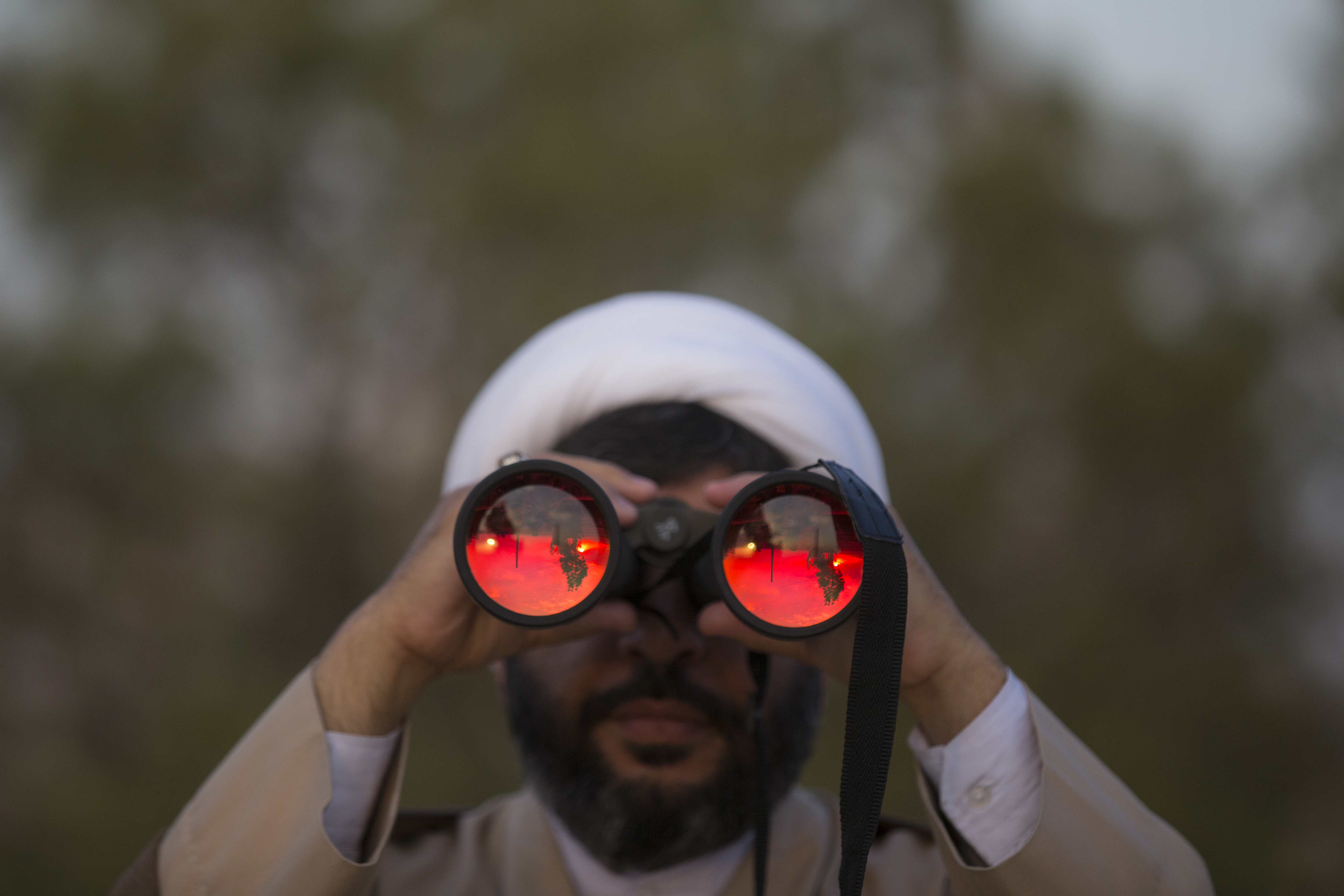
یک آخوند در حال استهلال ماه شوال در شهر قم
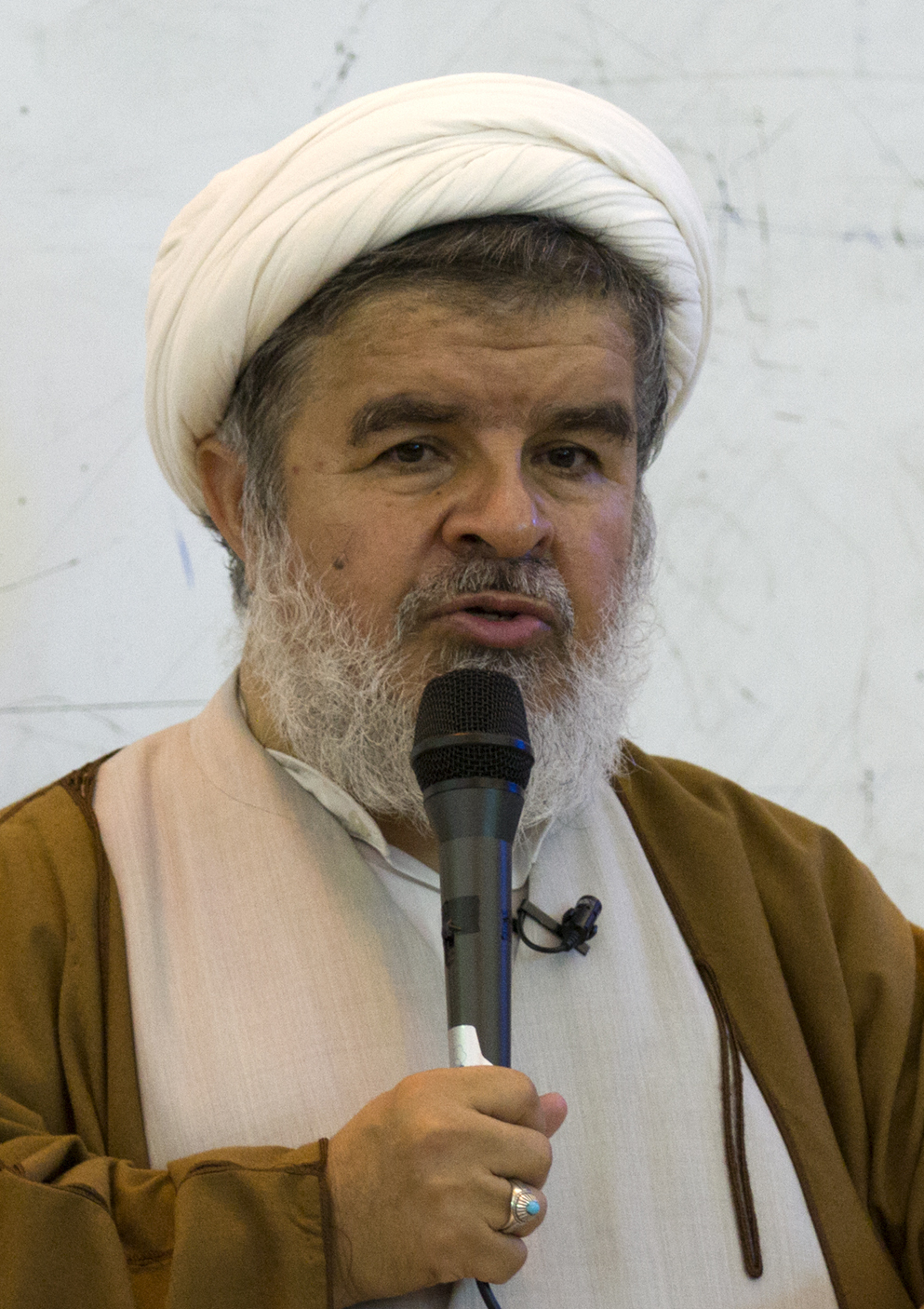
محمدحسن راستگو از آخوندهایی که در صدا و سیما در دهه‌های شصت و هفتاد، مجری برنامه‌های کودکان بود
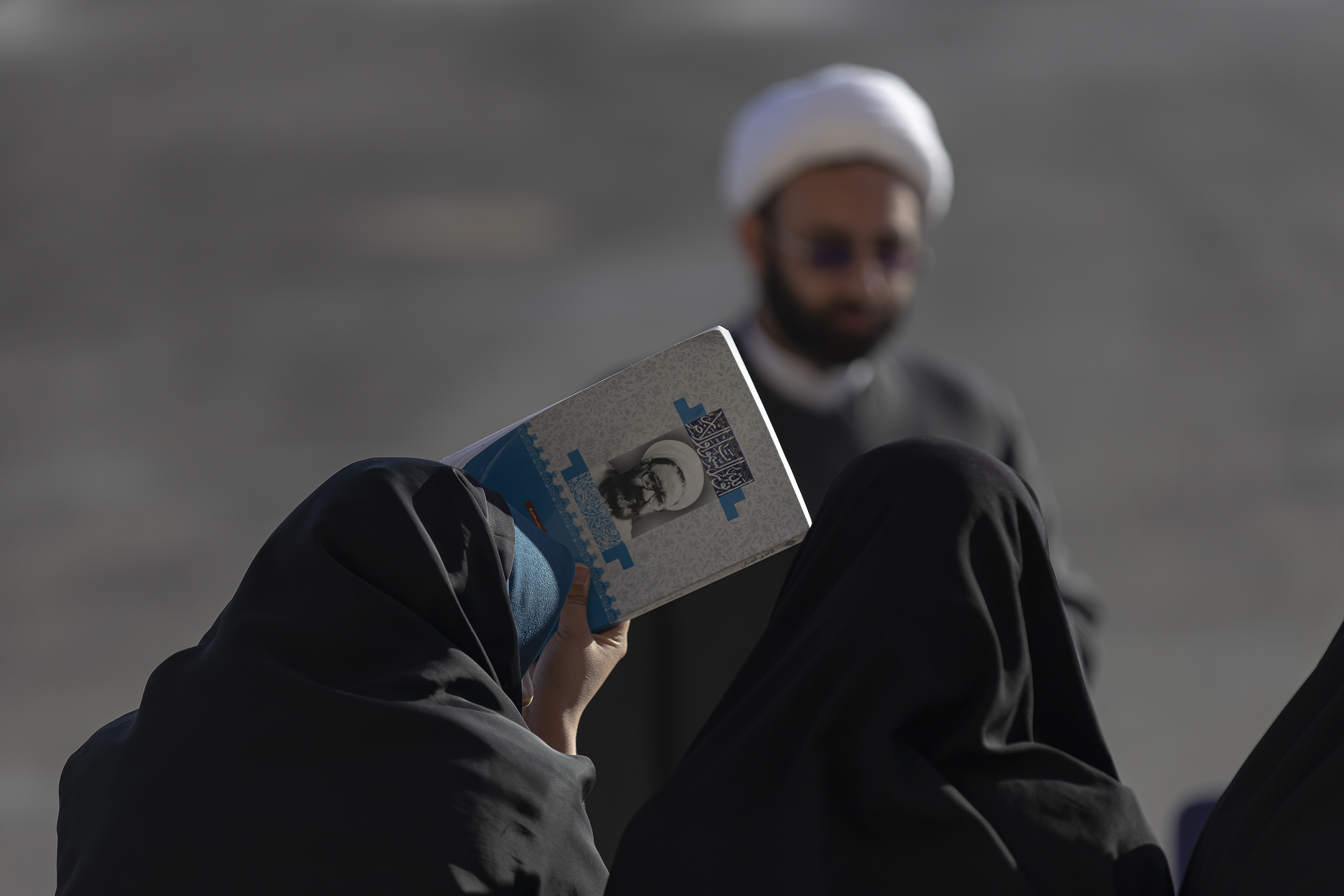
آموزش علوم دینی در مدارس جنوب کرمان برای دختران
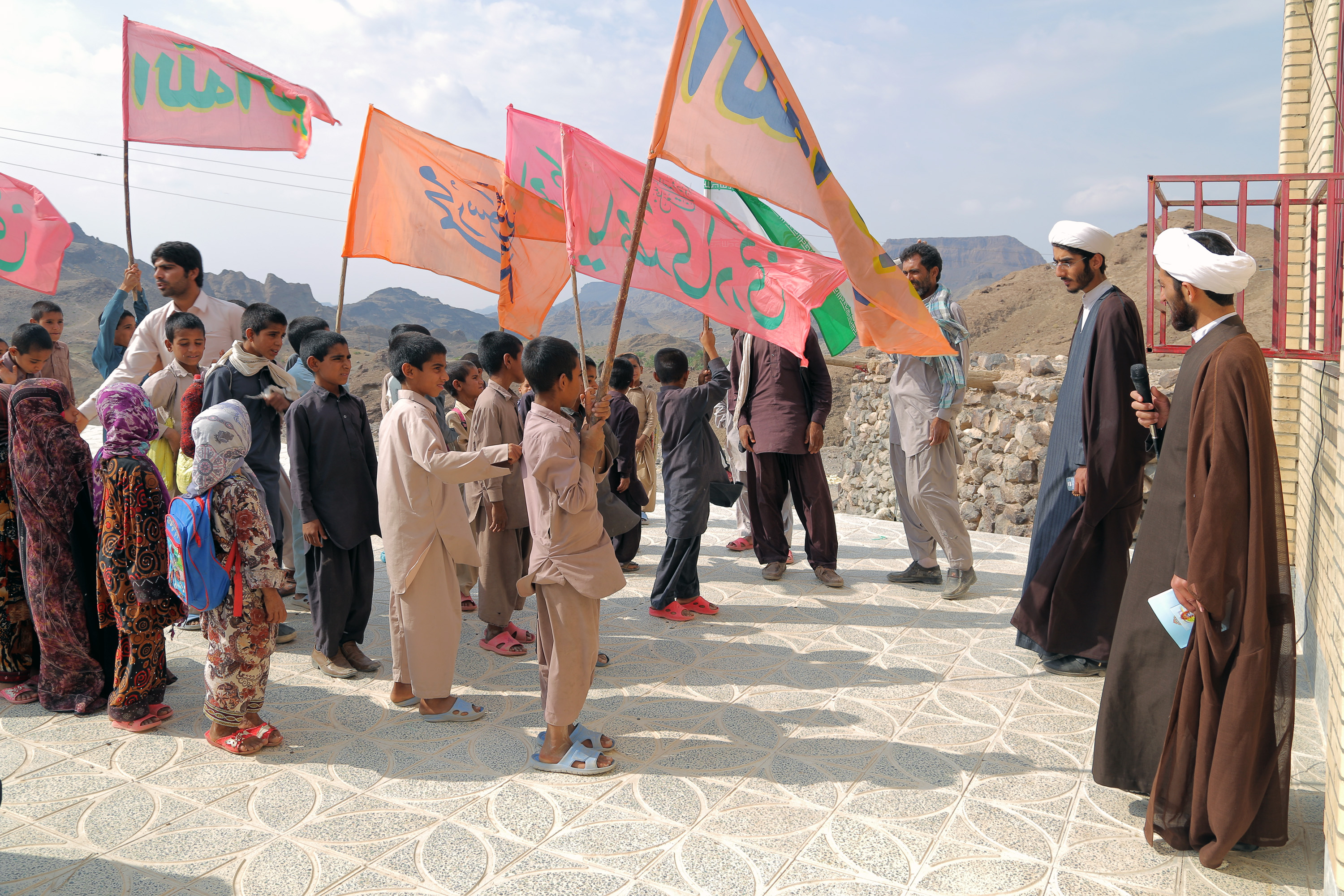
تبلیغات مذهبی در مناطق محروم سیستان و بلوچستان
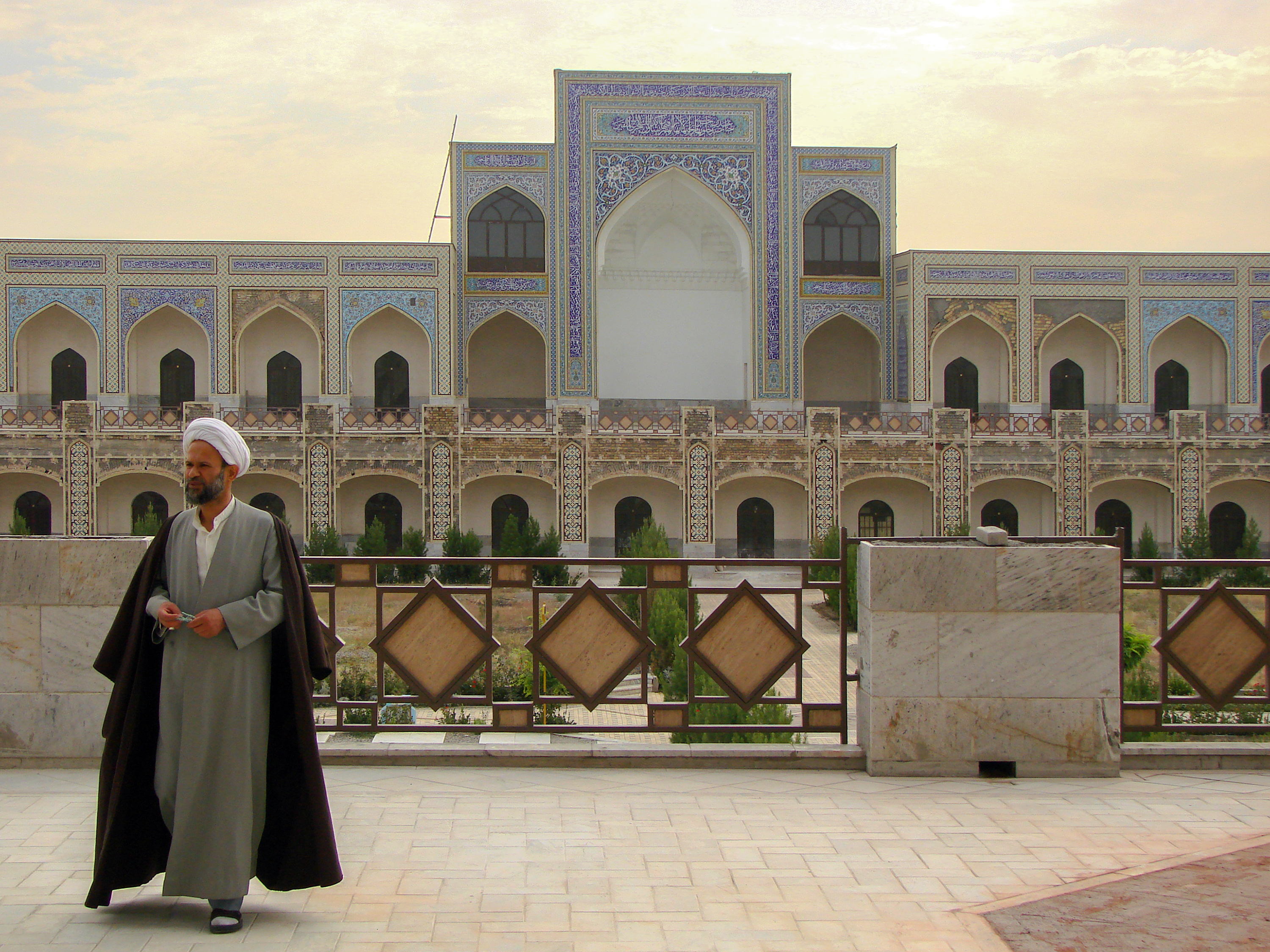
یک آخوند در خواجه ربیع شهر مشهد، خرداد ماه ۱۳۸۶
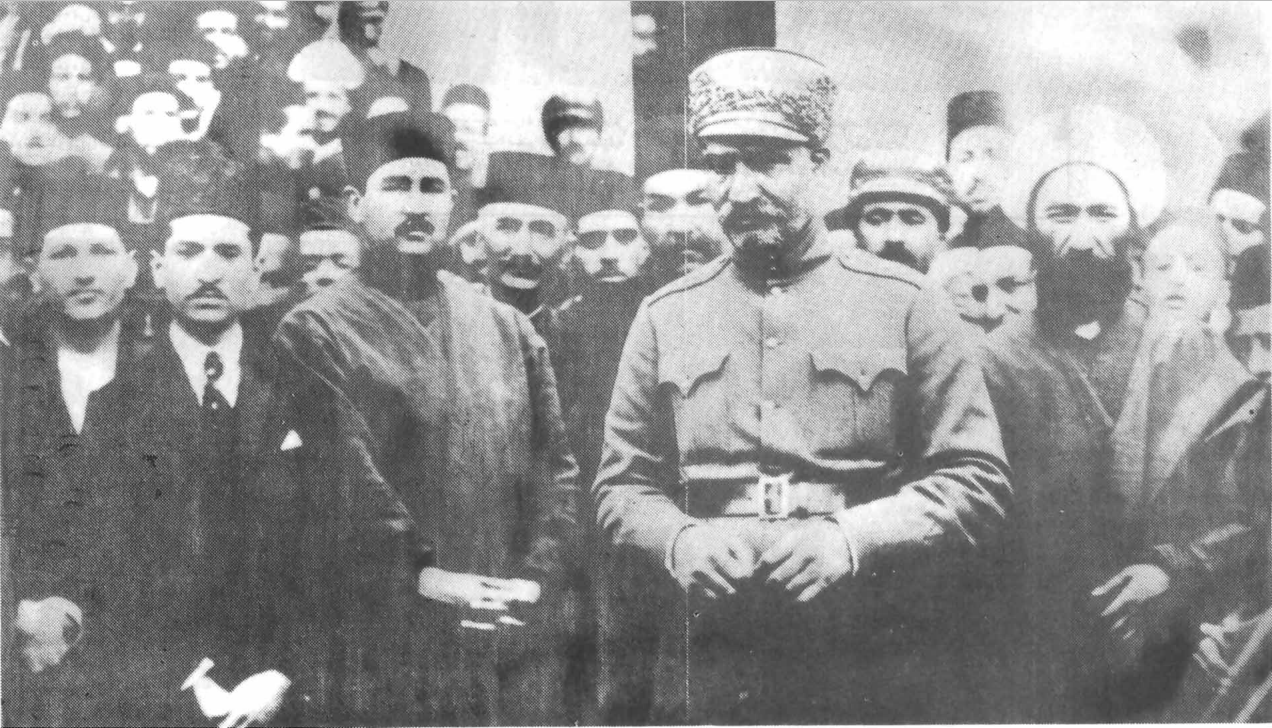
تصویری از یک روحانی و رضا خان در تهران پس از سرکوب شورش شیخ خزعل